# La Duquesa Golf
La Duquesa Golf Club is een golfclub in Spanje. De baan ligt tussen Estepona en Sotogrande, ongeveer 45 minuten rijden vanaf het vliegveld van Málaga.
De 18 holesbaan heeft een lengte van 6054 meter en is in 1986 ontworpen door Robert Trent Jones. Door de regelmatig voorkomende wind van zee, de Poniente wind langs, die langs de Straat van Gibraltar die de kustlijn volgt is het kenmerkend voor de baan dat deze dan moeilijk te bespelen is. 